# Сен-Жульєн-де-Майок
Сен-Жульє́н-де-Майо́к (фр. Saint-Julien-de-Mailloc) — колишній муніципалітет у Франції, у регіоні Нормандія, департамент Кальвадос. Населення — 499 осіб (2011).
Муніципалітет був розташований на відстані близько 155 км на захід від Парижа, 55 км на схід від Кана.

## Історія
До 2015 року муніципалітет перебував у складі регіону Нижня Нормандія. Від 1 січня 2016 року належав до нового об'єднаного регіону Нормандія.
1 січня 2016 року Сен-Жульєн-де-Майок, Ла-Шапель-Івон, Сен-Сір-дю-Ронсере, Сен-П'єрр-де-Майок i Тордуе було об'єднано в новий муніципалітет Валорбіке.

## Демографія
Динаміка населення (INSEE ):
Розподіл населення за віком та статтю (2006):
| Стать | Всього | До 15 років | 15-24 | 25-44 | 45-64 | 65-85 | Понад 85 |
| --- | ------ | ----------- | ----- | ----- | ----- | ----- | -------- |
| Чоловіки | 207    | 42          | 26    | 60    | 56    | 23    | 0        |
| Жінки | 239    | 73          | 15    | 62    | 50    | 27    | 12       |
| \| Статево-вікова піраміда \| Статево-вікова піраміда \| Статево-вікова піраміда \| \| ----------------------- \| ----------------------- \| ----------------------- \| \| Чоловіки \| Вік \| Жінки \| \| 0 \| 85 + \| 12 \| \| 0 \| 80-84 \| 0 \| \| 4 \| 75-79 \| 4 \| \| 11 \| 70-74 \| 15 \| \| 8 \| 65-69 \| 8 \| \| 11 \| 60-64 \| 8 \| \| 15 \| 55-59 \| 19 \| \| 15 \| 50-54 \| 8 \| \| 15 \| 45-49 \| 15 \| \| 19 \| 40-44 \| 19 \| \| 30 \| 35-39 \| 27 \| \| 0 \| 30-34 \| 8 \| \| 11 \| 25-29 \| 8 \| \| 11 \| 20-24 \| 4 \| \| 15 \| 15-20 \| 11 \| \| 23 \| 10-14 \| 19 \| \| 11 \| 5-9 \| 27 \| \| 8 \| 0-4 \| 27 \| |        |             |       |       |       |       |          |
| Статево-вікова піраміда |        |             |       |       |       |       |          |
| Чоловіки | Вік    | Жінки       |       |       |       |       |          |
| 0 | 85 +   | 12          |       |       |       |       |          |
| 0 | 80-84  | 0           |       |       |       |       |          |
| 4 | 75-79  | 4           |       |       |       |       |          |
| 11 | 70-74  | 15          |       |       |       |       |          |
| 8 | 65-69  | 8           |       |       |       |       |          |
| 11 | 60-64  | 8           |       |       |       |       |          |
| 15 | 55-59  | 19          |       |       |       |       |          |
| 15 | 50-54  | 8           |       |       |       |       |          |
| 15 | 45-49  | 15          |       |       |       |       |          |
| 19 | 40-44  | 19          |       |       |       |       |          |
| 30 | 35-39  | 27          |       |       |       |       |          |
| 0 | 30-34  | 8           |       |       |       |       |          |
| 11 | 25-29  | 8           |       |       |       |       |          |
| 11 | 20-24  | 4           |       |       |       |       |          |
| 15 | 15-20  | 11          |       |       |       |       |          |
| 23 | 10-14  | 19          |       |       |       |       |          |
| 11 | 5-9    | 27          |       |       |       |       |          |
| 8 | 0-4    | 27          |       |       |       |       |          |

## Економіка
2010 року серед 306 осіб працездатного віку (15—64 років) 234 були активними, 72 — неактивними (показник активності 76,5%, у 1999 році було 71,8%). З 234 активних мешканців працювало 212 осіб (126 чоловіків та 86 жінок), безробітними було 22 (7 чоловіків та 15 жінок). Серед 72 неактивних 19 осіб було учнями чи студентами, 29 — пенсіонерами, 24 були неактивними з інших причин.

У 2010 році в муніципалітеті числилось 190 оподаткованих домогосподарств, у яких проживали 522,0 особи, медіана доходів виносила 16 023 євро на одного особоспоживача